# Euroliga 2008./09.
Euroliga 2008./09. deveta je sezona najjače europske košarkaške lige. U ovoj sezoni sudjelovalo je 24 momčadi iz 13 različitih zemalja. Final Four se održato u novoj O2 World areni koja se nalazi u Berlinu. CSKA Moskva nije uspjela obraniti prošlogodišnji naslov prvaka, dok je ovogodišnju titlu prvaka uzeo grčki Panathinaikos.

## Momčadi koje nastupaju u Euroligi
| Država     | Momčadi | Momčadi (rangirane u nacionalnom prvenstvu 2007./08.) | Momčadi (rangirane u nacionalnom prvenstvu 2007./08.) | Momčadi (rangirane u nacionalnom prvenstvu 2007./08.) | Momčadi (rangirane u nacionalnom prvenstvu 2007./08.) | Momčadi (rangirane u nacionalnom prvenstvu 2007./08.) |
| ---------- | ------- | ----------------------------------------------------- | ----------------------------------------------------- | ----------------------------------------------------- | ----------------------------------------------------- | ----------------------------------------------------- |
| Španjolska | 5       | TAU Cerámica (1)                                      | Regal FC Barcelona (2)                                | DKV Joventut                                          | Unicaja Málaga                                        | Real Madrid                                           |
| Italija    | 4       | Montepaschi Siena (1)                                 | Lottomatica Roma (2)                                  | Air Avellino                                          | AJ Milano                                             |                                                       |
| Grčka      | 3       | Panathinaikos Atena (1)                               | Olympiacos Pirej (2)                                  | Panionios On Telecoms (3)                             |                                                       |                                                       |
| Turska     | 2       | Fenerbahçe Ülker (1)                                  | Efes Pilsen                                           |                                                       |                                                       |                                                       |
| Francuska  | 2       | SLUC Nancy (1)                                        | Le Mans                                               |                                                       |                                                       |                                                       |
| Litva      | 1       | Žalgiris Kaunas (1)                                   |                                                       |                                                       |                                                       |                                                       |
| Njemačka   | 1       | ALBA Berlin (1)                                       |                                                       |                                                       |                                                       |                                                       |
| Hrvatska   | 1       | Cibona Zagreb (SF)                                    |                                                       |                                                       |                                                       |                                                       |
| Rusija     | 1       | CSKA Moskva (1)                                       |                                                       |                                                       |                                                       |                                                       |
| Izrael     | 1       | Maccabi Electra Tel Aviv (2)                          |                                                       |                                                       |                                                       |                                                       |
| Slovenija  | 1       | Union Olimpija Ljubljana (1)                          |                                                       |                                                       |                                                       |                                                       |
| Srbija     | 1       | Partizan Igokea (1)                                   |                                                       |                                                       |                                                       |                                                       |
| Poljska    | 1       | Asseco Prokom Sopot (1)                               |                                                       |                                                       |                                                       |                                                       |

- DKV Joventut se kvalificirao kao pobjednik ULEB kupa.

## Regularna sezona

### Grupa A
|    | Klub             | Sus. | Pob. | Izg. | PD  | PP  | Razl. |
| -- | ---------------- | ---- | ---- | ---- | --- | --- | ----- |
| 1. | Unicaja Málaga   | 10   | 8    | 2    | 771 | 698 | +73   |
| 2. | Olympiacos       | 10   | 6    | 4    | 815 | 748 | +67   |
| 3. | Maccabi Tel Aviv | 10   | 6    | 4    | 815 | 811 | +4    |
| 4. | Cibona Zagreb    | 10   | 5    | 5    | 760 | 772 | −12   |
| 5. | Air Avellino     | 10   | 3    | 7    | 754 | 814 | −60   |
| 6. | Le Mans          | 10   | 2    | 8    | 747 | 819 | −72   |

### Grupa B
|    | Klub                | Sus. | Pob. | Izg. | PD  | PP  | Razl. |
| -- | ------------------- | ---- | ---- | ---- | --- | --- | ----- |
| 1. | Regal FC Barcelona  | 10   | 9    | 1    | 813 | 650 | +163  |
| 2. | Montepaschi Siena   | 10   | 8    | 2    | 835 | 750 | +85   |
| 3. | Panathinaikos       | 10   | 7    | 3    | 763 | 707 | +56   |
| 4. | Asseco Prokom Sopot | 10   | 2    | 8    | 675 | 734 | −59   |
| 5. | Žalgiris Kaunas     | 10   | 2    | 8    | 716 | 812 | −96   |
| 6. | SLUC Nancy          | 10   | 2    | 8    | 706 | 855 | −149  |

### Grupa C
|    | Klub                     | Sus. | Pob. | Izg. | PD  | PP  | Razl. |
| -- | ------------------------ | ---- | ---- | ---- | --- | --- | ----- |
| 1. | TAU Cerámica             | 10   | 8    | 2    | 916 | 808 | +108  |
| 2. | Lottomatica Roma         | 10   | 6    | 4    | 814 | 786 | +28   |
| 3. | Fenerbahçe Ülker         | 10   | 6    | 4    | 779 | 755 | +24   |
| 4. | ALBA Berlin              | 10   | 4    | 6    | 691 | 748 | −57   |
| 5. | DKV Joventut             | 10   | 4    | 6    | 800 | 810 | −10   |
| 6. | Union Olimpija Ljubljana | 10   | 2    | 8    | 725 | 818 | −93   |

### Grupa D
|    | Klub                  | Sus. | Pob. | Izg. | PD  | PP  | Razl. |
| -- | --------------------- | ---- | ---- | ---- | --- | --- | ----- |
| 1. | CSKA Moskva           | 10   | 7    | 3    | 774 | 644 | +130  |
| 2. | Real Madrid           | 10   | 6    | 4    | 740 | 707 | +33   |
| 3. | AJ Milano             | 10   | 5    | 5    | 734 | 745 | −11   |
| 4. | Partizan Igokea       | 10   | 5    | 5    | 706 | 687 | +19   |
| 5. | Efes Pilsen           | 10   | 4    | 6    | 713 | 762 | −49   |
| 6. | Panionios On Telecoms | 10   | 3    | 7    | 668 | 790 | −122  |

## Najboljih 16

### Grupa E
|    | Klub                | Sus. | Pob. | Izg. | PD  | PP  | Razl. |
| -- | ------------------- | ---- | ---- | ---- | --- | --- | ----- |
| 1. | Olympiacos          | 6    | 5    | 1    | 496 | 446 | +50   |
| 2. | TAU Cerámica        | 6    | 4    | 2    | 556 | 474 | +82   |
| 3. | AJ Milano           | 6    | 2    | 4    | 455 | 529 | −74   |
| 4. | Asseco Prokom Sopot | 6    | 1    | 5    | 444 | 502 | −58   |

### Grupa F
|    | Klub               | Sus. | Pob. | Izg. | PD  | PP  | Razl. |
| -- | ------------------ | ---- | ---- | ---- | --- | --- | ----- |
| 1. | Regal FC Barcelona | 6    | 5    | 1    | 418 | 350 | +68   |
| 2. | Real Madrid        | 6    | 5    | 1    | 426 | 397 | +29   |
| 3. | Maccabi Tel Aviv   | 6    | 2    | 4    | 459 | 481 | −22   |
| 4. | ALBA Berlin        | 6    | 0    | 6    | 427 | 502 | −75   |

### Grupa G
|    | Klub            | Sus. | Pob. | Izg. | PD  | PP  | Razl. |
| -- | --------------- | ---- | ---- | ---- | --- | --- | ----- |
| 1. | Panathinaikos   | 6    | 5    | 1    | 503 | 428 | +72   |
| 2. | Partizan Igokea | 6    | 4    | 2    | 420 | 434 | −14   |
| 3. | Unicaja Málaga  | 6    | 2    | 4    | 484 | 461 | +23   |
| 4. | Lottomatica Rim | 6    | 1    | 5    | 441 | 525 | −84   |

### Grupa H
|    | Klub              | Sus. | Pob. | Izg. | PD  | PP  | Razl. |
| -- | ----------------- | ---- | ---- | ---- | --- | --- | ----- |
| 1. | CSKA Moskva       | 6    | 5    | 1    | 454 | 377 | +77   |
| 2. | Montepaschi Siena | 6    | 4    | 2    | 472 | 456 | +16   |
| 3. | Cibona Zagreb     | 6    | 2    | 4    | 423 | 456 | −33   |
| 4. | Fenerbahçe Ülker  | 6    | 1    | 5    | 384 | 444 | −60   |

## Četvrtfinale
| Momčad #1          | Ukup. | Momčad #2         | 1. uta. | 2. uta. | 3. uta. | 4. uta* | 5. uta.*   |
| ------------------ | ----- | ----------------- | ------- | ------- | ------- | ------- | ---------- |
| Olympiakos         | 3-1   | Real Madrid       | 88 - 79 | 79 - 73 | 63 - 71 | 78 - 75 |            |
| Regal FC Barcelona | 2-2   | TAU Cerámica      | 75 - 84 | 85 - 62 | 62 - 69 | 84 - 63 | 9. travnja |
| Panathinaikos      | 3-1   | Montepaschi Siena | 90 - 85 | 79 - 84 | 72 - 53 | 91 - 84 |            |
| CSKA Moskva        | 3-0   | Partizan Igokea   | 56 - 47 | 77 - 50 | 67 - 56 |         |            |

- Ako je potrebno

## Final Four
|  | Polufinale 1. svibnja 2009. | Polufinale 1. svibnja 2009. |    |                    | Finale 3. svibnja 2009. | Finale 3. svibnja 2009. |
|  |                             |                             |    |                    |                         |                         |
|  |                             |                             |    |                    |                         |                         |
|  | Regal FC Barcelona          | 78                          |    |                    |                         |                         |
|  | CSKA Moskva                 | 82                          |    |                    |                         |                         |
|  |                             |                             |    |                    |                         |                         |
|  |                             |                             |    |                    |                         |                         |
|  |                             |                             |    |                    | CSKA Moskva             | 71                      |
|  |                             | Panathinaikos               | 73 |                    |                         |                         |
|  |                             |                             |    |                    |                         |                         |
|  |                             |                             |    |                    |                         |                         |
|  |                             |                             |    |                    | Treće mjesto            |                         |
|  |                             |                             |    |                    |                         |                         |
|  | Olympiakos Pirej            | 82                          |    | Regal FC Barcelona | 95                      |                         |
|  | Panathinaikos'              | 84                          |    |                    | Olympiakos Pirej        | 79                      |

## Statistike igrača

### Poeni
| Rank. | Ime               | Klub                | Susreta | Poena | PPS   |
| ----- | ----------------- | ------------------- | ------- | ----- | ----- |
| 1.    | Igor Rakočević    | TAU Cerámica        | 18      | 331   | 18.39 |
| 2.    | David Logan       | Asseco Prokom Sopot | 15      | 253   | 16.87 |
| 3.    | Terrell McIntyre  | Montepaschi Siena   | 17      | 280   | 16.47 |
| 4.    | Mirsad Türkcan    | Fenerbahçe Ülker    | 14      | 215   | 15.36 |
| 5.    | Rimantas Kaukėnas | Montepaschi Siena   | 16      | 241   | 15.06 |

### Skokovi
| Rank. | Ime               | Klub                | Susreta | Skokova | SPS  |
| ----- | ----------------- | ------------------- | ------- | ------- | ---- |
| 1.    | Mirsad Türkcan    | Fenerbahçe Ülker    | 14      | 121     | 8.64 |
| 2.    | D'or Fischer      | Maccabi Tel Aviv    | 13      | 99      | 7.61 |
| 3.    | Ersan Ilyasova    | Regal FC Barcelona  | 17      | 126     | 7.41 |
| 4.    | Ioannis Bourousis | Olympiakos Pirej    | 18      | 130     | 7.22 |
| 5.    | Pat Burke         | Asseco Prokom Sopot | 15      | 103     | 6.87 |

### Asistencije
| Rank. | Ime                  | Klub              | Susreta | Asist. | APS  |
| ----- | -------------------- | ----------------- | ------- | ------ | ---- |
| 1.    | Theodoros Papaloukas | Olympiakos Pirej  | 18      | 97     | 5.39 |
| 2.    | Omar Cook            | Unicaja Málaga    | 16      | 82     | 5.12 |
| 3.    | Terrell McIntyre     | Montepaschi Siena | 17      | 78     | 4.59 |
| 4.    | Pablo Prigioni       | TAU Cerámica      | 18      | 79     | 4.39 |
| 5.    | Carlos Arroyo        | Maccabi Tel Aviv  | 15      | 62     | 4.13 |

## Vanjske poveznice
- Službena stranica

| Košarkaška natjecanja u sezoni 2008./09. | Košarkaška natjecanja u sezoni 2008./09.                                   |
| ---------------------------------------- | -------------------------------------------------------------------------- |
|                                          |                                                                            |
| Košarkaške lige                          | NLB liga 2008./09. \| A-1 HKL 2008./09. \| 1. A SKL 2008./09.              |
|                                          |                                                                            |
| Europska košarkaška natjecanja           | Euroliga 2008./09. \| EuroChallenge 2008./09. \| ULEB Eurokup 2008./09. \| |
|                                          |                                                                            |
| Američka košarkaška natjecanja           | NBA 2008./09.                                                              |
|                                          |                                                                            |
| Europska prvenstva                       | Europsko prvenstvo u košarci – Poljska 2009.                               |
|                                          |                                                                            |
| Olimpijske igre                          | XXIX. Olimpijske igre - Peking 2008.                                       |

| Košarkaška natjecanja u sezoni 2008./09. | Košarkaška natjecanja u sezoni 2008./09.                                   |
| ---------------------------------------- | -------------------------------------------------------------------------- |
|                                          |                                                                            |
| Košarkaške lige                          | NLB liga 2008./09. \| A-1 HKL 2008./09. \| 1. A SKL 2008./09.              |
|                                          |                                                                            |
| Europska košarkaška natjecanja           | Euroliga 2008./09. \| EuroChallenge 2008./09. \| ULEB Eurokup 2008./09. \| |
|                                          |                                                                            |
| Američka košarkaška natjecanja           | NBA 2008./09.                                                              |
|                                          |                                                                            |
| Europska prvenstva                       | Europsko prvenstvo u košarci – Poljska 2009.                               |
|                                          |                                                                            |
| Olimpijske igre                          | XXIX. Olimpijske igre - Peking 2008.                                       |

| Euroliga      | Euroliga |
| ------------- | --- |
|               | |
| sezone        | Kup prvaka 1958. • 1958./59. • 1959./60. • 1960./61. • 1961./62. • 1962./63. • 1963./64. • 1964./65. • 1965./66. • 1966./67. • 1967./68. • 1968./69. • 1969./70. • 1970./71. • 1971./72. • 1972./73. • 1973./74. • 1974./75. • 1975./76. • 1976./77. • 1977./78. • 1978./79. • 1979./80. • 1980./81. • 1981./82. • 1982./83. • 1983./84. • 1984./85. • 1985./86. • 1986./87. • 1987./88. • 1988./89. • 1989./90. • 1990./91. Europska liga 1991./92. • 1992./93. • 1993./94. • 1994./95. • 1995./96. FIBA Euroliga 1996./97. • 1997./98. • 1998./99. • 1999./2000. Suproliga 2000./01. ULEB Euroliga 2000./01. • 2001./02. • 2002./03. • 2003./04. • 2004./05. • 2005./06. • 2006./07. • 2007./08. • 2008./09. • 2009./10. • 2010./11. • 2011./12. • 2012./13. • 2013./14. • 2014./15. • 2015./16. • 2016./17. • 2017./18. • 2018./19. • 2019./20. • 2020./21. • 2021./22. • 2022./23. • 2023./24. • 2024./25. |
|               | |
| pobjednici    | Real Madrid (11) \| CSKA Moskva (8) \| Panathinaikos Atena (7) \| Maccabi Tel Aviv (6) \| Varese (5) \| Olympiakos Pirej (3) \| Olimpia Milano (3) \| Split (3) \| ASK Riga (3) \| Cibona Zagreb (2) \| Virtus Bologna (2) \| Cantú (2) \| Barcelona (2) \| Anadolu Efes (2) \| Bosna Sarajevo (1) \| Limoges CSP (1) \| Dinamo Tbilisi (1) \| Virtus Rim (1) \| Žalgiris Kaunas (1) \| Partizan Beograd (1) \| Joventut Badalona (1) \| Fenerbahçe Istanbul (1) |
|               | |
| ostalo        | Uvodni turnir Eurolige • Interkontinentalni kup • McDonald's Open • Klubovi sudionici • 50 osoba koje su najviše pridonijele Euroligi • Kategorija |
| Kup prvaka    | 1958. • 1958./59. • 1959./60. • 1960./61. • 1961./62. • 1962./63. • 1963./64. • 1964./65. • 1965./66. • 1966./67. • 1967./68. • 1968./69. • 1969./70. • 1970./71. • 1971./72. • 1972./73. • 1973./74. • 1974./75. • 1975./76. • 1976./77. • 1977./78. • 1978./79. • 1979./80. • 1980./81. • 1981./82. • 1982./83. • 1983./84. • 1984./85. • 1985./86. • 1986./87. • 1987./88. • 1988./89. • 1989./90. • 1990./91. |
|               | |
| Europska liga | 1991./92. • 1992./93. • 1993./94. • 1994./95. • 1995./96. |
|               | |
| FIBA Euroliga | 1996./97. • 1997./98. • 1998./99. • 1999./2000. |
|               | |
| Suproliga     | 2000./01. |
|               | |
| ULEB Euroliga | 2000./01. • 2001./02. • 2002./03. • 2003./04. • 2004./05. • 2005./06. • 2006./07. • 2007./08. • 2008./09. • 2009./10. • 2010./11. • 2011./12. • 2012./13. • 2013./14. • 2014./15. • 2015./16. • 2016./17. • 2017./18. • 2018./19. • 2019./20. • 2020./21. • 2021./22. • 2022./23. • 2023./24. • 2024./25. |

| Kup prvaka    | 1958. • 1958./59. • 1959./60. • 1960./61. • 1961./62. • 1962./63. • 1963./64. • 1964./65. • 1965./66. • 1966./67. • 1967./68. • 1968./69. • 1969./70. • 1970./71. • 1971./72. • 1972./73. • 1973./74. • 1974./75. • 1975./76. • 1976./77. • 1977./78. • 1978./79. • 1979./80. • 1980./81. • 1981./82. • 1982./83. • 1983./84. • 1984./85. • 1985./86. • 1986./87. • 1987./88. • 1988./89. • 1989./90. • 1990./91. |
|               | |
| Europska liga | 1991./92. • 1992./93. • 1993./94. • 1994./95. • 1995./96. |
|               | |
| FIBA Euroliga | 1996./97. • 1997./98. • 1998./99. • 1999./2000. |
|               | |
| Suproliga     | 2000./01. |
|               | |
| ULEB Euroliga | 2000./01. • 2001./02. • 2002./03. • 2003./04. • 2004./05. • 2005./06. • 2006./07. • 2007./08. • 2008./09. • 2009./10. • 2010./11. • 2011./12. • 2012./13. • 2013./14. • 2014./15. • 2015./16. • 2016./17. • 2017./18. • 2018./19. • 2019./20. • 2020./21. • 2021./22. • 2022./23. • 2023./24. • 2024./25. |

| Euroliga      | Euroliga |
| ------------- | --- |
|               | |
| sezone        | Kup prvaka 1958. • 1958./59. • 1959./60. • 1960./61. • 1961./62. • 1962./63. • 1963./64. • 1964./65. • 1965./66. • 1966./67. • 1967./68. • 1968./69. • 1969./70. • 1970./71. • 1971./72. • 1972./73. • 1973./74. • 1974./75. • 1975./76. • 1976./77. • 1977./78. • 1978./79. • 1979./80. • 1980./81. • 1981./82. • 1982./83. • 1983./84. • 1984./85. • 1985./86. • 1986./87. • 1987./88. • 1988./89. • 1989./90. • 1990./91. Europska liga 1991./92. • 1992./93. • 1993./94. • 1994./95. • 1995./96. FIBA Euroliga 1996./97. • 1997./98. • 1998./99. • 1999./2000. Suproliga 2000./01. ULEB Euroliga 2000./01. • 2001./02. • 2002./03. • 2003./04. • 2004./05. • 2005./06. • 2006./07. • 2007./08. • 2008./09. • 2009./10. • 2010./11. • 2011./12. • 2012./13. • 2013./14. • 2014./15. • 2015./16. • 2016./17. • 2017./18. • 2018./19. • 2019./20. • 2020./21. • 2021./22. • 2022./23. • 2023./24. • 2024./25. |
|               | |
| pobjednici    | Real Madrid (11) \| CSKA Moskva (8) \| Panathinaikos Atena (7) \| Maccabi Tel Aviv (6) \| Varese (5) \| Olympiakos Pirej (3) \| Olimpia Milano (3) \| Split (3) \| ASK Riga (3) \| Cibona Zagreb (2) \| Virtus Bologna (2) \| Cantú (2) \| Barcelona (2) \| Anadolu Efes (2) \| Bosna Sarajevo (1) \| Limoges CSP (1) \| Dinamo Tbilisi (1) \| Virtus Rim (1) \| Žalgiris Kaunas (1) \| Partizan Beograd (1) \| Joventut Badalona (1) \| Fenerbahçe Istanbul (1) |
|               | |
| ostalo        | Uvodni turnir Eurolige • Interkontinentalni kup • McDonald's Open • Klubovi sudionici • 50 osoba koje su najviše pridonijele Euroligi • Kategorija |
| Kup prvaka    | 1958. • 1958./59. • 1959./60. • 1960./61. • 1961./62. • 1962./63. • 1963./64. • 1964./65. • 1965./66. • 1966./67. • 1967./68. • 1968./69. • 1969./70. • 1970./71. • 1971./72. • 1972./73. • 1973./74. • 1974./75. • 1975./76. • 1976./77. • 1977./78. • 1978./79. • 1979./80. • 1980./81. • 1981./82. • 1982./83. • 1983./84. • 1984./85. • 1985./86. • 1986./87. • 1987./88. • 1988./89. • 1989./90. • 1990./91. |
|               | |
| Europska liga | 1991./92. • 1992./93. • 1993./94. • 1994./95. • 1995./96. |
|               | |
| FIBA Euroliga | 1996./97. • 1997./98. • 1998./99. • 1999./2000. |
|               | |
| Suproliga     | 2000./01. |
|               | |
| ULEB Euroliga | 2000./01. • 2001./02. • 2002./03. • 2003./04. • 2004./05. • 2005./06. • 2006./07. • 2007./08. • 2008./09. • 2009./10. • 2010./11. • 2011./12. • 2012./13. • 2013./14. • 2014./15. • 2015./16. • 2016./17. • 2017./18. • 2018./19. • 2019./20. • 2020./21. • 2021./22. • 2022./23. • 2023./24. • 2024./25. |

| Kup prvaka    | 1958. • 1958./59. • 1959./60. • 1960./61. • 1961./62. • 1962./63. • 1963./64. • 1964./65. • 1965./66. • 1966./67. • 1967./68. • 1968./69. • 1969./70. • 1970./71. • 1971./72. • 1972./73. • 1973./74. • 1974./75. • 1975./76. • 1976./77. • 1977./78. • 1978./79. • 1979./80. • 1980./81. • 1981./82. • 1982./83. • 1983./84. • 1984./85. • 1985./86. • 1986./87. • 1987./88. • 1988./89. • 1989./90. • 1990./91. |
|               | |
| Europska liga | 1991./92. • 1992./93. • 1993./94. • 1994./95. • 1995./96. |
|               | |
| FIBA Euroliga | 1996./97. • 1997./98. • 1998./99. • 1999./2000. |
|               | |
| Suproliga     | 2000./01. |
|               | |
| ULEB Euroliga | 2000./01. • 2001./02. • 2002./03. • 2003./04. • 2004./05. • 2005./06. • 2006./07. • 2007./08. • 2008./09. • 2009./10. • 2010./11. • 2011./12. • 2012./13. • 2013./14. • 2014./15. • 2015./16. • 2016./17. • 2017./18. • 2018./19. • 2019./20. • 2020./21. • 2021./22. • 2022./23. • 2023./24. • 2024./25. |